# Pyrrhogyra neis
Pyrrhogyra neis är en fjärilsart som beskrevs av Felder 1869. Pyrrhogyra neis ingår i släktet Pyrrhogyra och familjen praktfjärilar. Inga underarter finns listade.